# Scheelepriset
Scheelepriset är ett pris som delades ut av den svenska Apotekarsocieteten årligen från 1961 till och med 2001, därefter har priset delats ut vartannat år. "Syftet är att lyfta aktuell läkemedelsforskning och genom det symposium som anordnas i anslutning till prisceremonin bygga nätverk mellan Sverige och omvärlden inom det aktuella området". Priset delas ut till minne av kemisten och apotekaren Carl Wilhelm Scheele (1742-1786). Priset blandas ibland ihop med den äldre Scheelemedaljen, vilken delades ut av Kemiska sällskapet i Stockholm.
Priset har delats ut sedan år 1961 och fram till och med 2022 har fyra av pristagarna senare tilldelats Nobelpris i kemi eller i fysiologi eller medicin (Karl Barry Sharpless två gånger). Scheelepriset består av en medalj och 250 000 kr.

## Pristagare
- 1961 - Frank L. Rose
- 1962 - Frank P. Doyle
- 1963 - Robert Schwyzer
- 1964 - Lewis H. Sarett
- 1965 - Paul Janssen
- 1966 - inget pris utdelat
- 1967 - Bernard B. Brodie
- 1968 - Arnold H. Beckett
- 1969 - Takeru Higuchi
- 1970 - Norman J. Harper
- 1971 - Albert Hofmann
- 1972 - Carl Djerassi
- 1973 - Harold N. MacFarland
- 1974 - E.J. Ariens
- 1975 - Edward P. Abraham
- 1976 - Evan C. Horning
- 1977 - Hans W. Kosterlitz
- 1978 - Sidney Riegelman
- 1979 - Peter Speiser
- 1980 - Harri R. Nevanlinna
- 1981 - George K. Aghajanian
- 1982 - Charles Weissmann
- 1983 - James W. Black
- 1984 - Malcolm Rowland
- 1985 - Stanley S. Davis
- 1986 - Luc Montagnier
- 1987 - Roland W. Frei
- 1988 - David V. Goeddel
- 1989 - Dennis V. Parke
- 1990 - Gerhard Levy
- 1991 - K. Barry Sharpless
- 1992 - Koji Nakanishi
- 1993 - Alexander T. Florence
- 1994 - Greg Winter
- 1995 - Patrik J. Hendra
- 1996 - Gordon L. Amidon
- 1997 - Julian E. Davies
- 1998 - Albert I. Wertheimer
- 1999 - John W. Daly
- 2000 - Douwe D. Breimer
- 2001 - Andrew H. Wyllie
- 2003 - Jonathan A. Ellman
- 2005 - Jan van der Greef
- 2007 - Mathias Uhlén
- 2009 - Dennis J. Slamon
- 2011 - Kathleen Giacomini
- 2013 - Garret A. FitzGerald
- 2015 - Robert S Langer
- 2017 - Charles L Sawyers
- 2019 - Emmanuelle Charpentier[2]
- 2021 - Craig Crews, kemist och forskare vid Yale University i USA[3]
- 2023 – Peter G. Schultz
- 2025 – Pieter Cullis